# RIR

Map of Regional Internet Registries

RIR är en förkortning av Regional Internet Registry. En RIR delar ut IPv4- och IPv6-adresser. Dessa adresser får RIR:arna sig tilldelade av IANA. RIR:arna skapar också lokala policyer som rör hur hanteringen av IP-adresser ska fungera.
Internetvärlden är globalt uppdelad i fem geografiska administrativa områden, eller RIR:ar.
För dessa fem är den överordnade instansen ICANN, och de underordnade instanserna för en RIR är LIR'ar (medlemmar). 
Den RIR som administrerar Europa är RIPE.

## Övriga RIR:ar
- APNIC: Asia Pasific Network Information Centre
- ARIN:  American Registry for Internet Numbers
- LACNIC: Latin American and Caribbean Internet Address Registry
- AfriNIC: Regional Registry for Internet Number Resources for Africa